# Aram Mardirossian
Aram Mardirossian, né le 18 janvier 1970 au Raincy est un historien du droit français. Il est professeur agrégé des facultés de droit à l'université Paris I Panthéon-Sorbonne et directeur d’études à l'École pratique des hautes études.
Spécialiste de l'histoire du droit canonique arménien et byzantin, de l’Antiquité et du Moyen Âge, il travaille également sur les rapports entre les religions, le droit et la politique.

## Biographie
Diplômé d'histoire du droit à l'université Paris-X Nanterre en 1995 puis d'arménien classique en 1998 à l'Institut catholique de Paris,, il est docteur en histoire du droit en 2002, (avec les félicitations du jury) puis agrégé des facultés de droit en 2008,.
Il est maître de conférences à Paris-X Nanterre de 2003 à 2008,. Il devient professeur à l'université de Bourgogne-Dijon en 2008, puis de nouveau à Paris-X Nanterre en 2010. Il est nommé professeur à l'École pratique des Hautes études en 2016, puis à Paris I Panthéon Sorbonne en 2017,.

### Polémique
En 2020, à l'occasion d'un cours, il développe un raisonnement par l'absurde sur le mariage entre personnes de même sexe,.
Il déclare que l'autorisation du mariage entre personnes de même sexe qui se fonde sur le principe de non-discrimination pourrait conduire à l'autorisation du mariage avec les animaux dans l’hypothèse envisageable où ces derniers obtiendraient une forme de personnalité juridique. 
Quant au consentement, aujourd’hui certains spécialistes estiment qu’il peut être perçu chez nombres de mammifères et d’oiseaux. Il critique également la transidentité, qualifiant le fait, pour une femme transgenre, de vouloir être reconnue comme « mère » d'enfants, et non père, de « complètement délirant », tout en déplorant la souffrance que pouvaient ressentir les personnes ayant changé de sexe.
Des vidéos sont prises, en toute illégalité,, et créent une polémique. Les propos sont qualifiés d'homophobes et transphobes par les médias et un certain nombre d'étudiants, ce que le professeur nie, sans présenter d'excuses.
Dix professeurs de droit publient une tribune dans Le Point pour lui apporter leur soutien. L’université Paris 1 Panthéon-Sorbonne a condamné les propos saisit la référente égalité femmes-hommes et non-discrimination de l’université. Le professeur Thomas Clay, président par intérim de l’université, condamne également les propos 1.

## Prises de position
Il considère que la laïcité, à l'origine du sécularisme en France, est née dans le christianisme. Il qualifie ainsi souvent la laïcité de notion « matricide ».
Il estime que les religions monothéistes (christianisme, islam et judaïsme) sont incompatibles avec la laïcité, à moins qu'elle ne s'amputent de leur dimension normative.
Il estime que seule la revitalisation du christianisme permettrait à la France et à l'Europe occidentale, de ne pas être islamisées comme l'a été l'Orient chrétien.
Il milite pour l'indépendance de la République d'Artsakh (Haut-Karabagh) qu'il considère être une terre arménienne depuis plus de 2 500 ans cédée par Staline à l'Azerbaïdjan en 1921.[réf. souhaitée]

## Distinctions
- Prix Bordin de l'Académie des inscriptions et belles-lettres (Institut) pour la Collection canonique d'Antioche[24] ;
- Premier prix du concours de thèse de doctorat par l'Association des historiens des facultés de droit en 2003 pour Le livre des canons arméniens[25],[26].

### Ouvrages
Ouvrages principaux, hors contributions à d'autres ouvrages :
- La paix par l'épée. Dans les tranchées de l'actuelle guerre de religions, Amazon, Kindle DP (211 p.) et Livre Broché (170 p.) 2022 (ASIN B0B36HJZXS)
- Համաբարբառ Կանոնագիրք Հայոց – Ordonnancement du Livre des canons arméniens, Saint-Siège d’Etchmiadzin, Etchmiadzin, 2020 (912 p.)[27]
- La Collection canonique d’Antioche. Droit et hérésie à travers le premier recueil de législation ecclésiastique (IVe siècle), Centre de recherche d’histoire et de civilisation de Byzance, Monographies 34, Paris, 2010 (394 p.).  (ISBN 978-2-916716-25-1)
- Le Livre des canons arméniens de Yovhannès Awjenc'i : Église, droit et société en Arménie du IVe au VIIIe siècle, Corpus Scriptorum Christianorum Orientalium, vol. 606, Subsidia 116, Louvain, 2004 (XVIII-711 p.).  (ISBN 9042913819)
- Mélanges Jean-Pierre Mahé, travaux et mémoires 18, 2014 (XXXII-854 p.), direction et édition avec Agnès Ouzounian et Constantin Zuckerman  (ISBN 9782916716510)

### Articles
Aram Mardirossian est l’auteur de plusieurs dizaines d’articles, parmi lesquels :
- « Religions versus laïcité », Précis de culture juridique – Centre régional de formation professionnelle des avocats (CRFPA) – Grand oral. Examen national, session 2022, LGDJ, Paris, 2022 [6e édition], p. 293-303
- « Նզովե՞ս… Եկեղեցական բարձրագույն պատտիժների Կանոնագիտտկան վերլուծություն ըստ Հայ եկեղեցական իրաւունքի ավանդության », Ēǰmiacin 2019/1, p. 25-46 (avec Shahé Ananyan, en arménien)
- « Lex Christi – Réalités et diversité de la conversion chrétienne de l’Orient à l’Occident (chapitre 2) », Le droit entre lois et coutumes. Une histoire juridique de l’Occident (IIIe – IXe siècles), PUF-Nouvelle Clio, Paris, 2018, p. 73-127
- « L’Église et l’Empire romain », L’œuvre scientifique de Jean Gaudemet. Actes du colloque tenu à Sceaux et à Paris les 26 et 27 janvier 2012, Paris, Éditions Panthéon-Assas, 2014, p. 149-159

### Tribunes
Il publie régulièrement des tribunes dans le magazine Valeurs actuelles et plus ponctuellement dans la revue Le Spectacle du monde ainsi que sur les sites Atlantico, Nouvelles d'Arménie, Front populaire, FigaroVox et Afrique-Asie.